# Dichobunidae
Dichobunidae (лат.) — вымершее семейство базальных китопарнокопытных, обитавшее в Северной Америке, Европе и Азии с эоцена до конца олигоцена. Семейство включало некоторых из древнейших известных парнокопытных, таких как Diacodexis.

## Описание
Это были мелкие животные, в среднем размером примерно с современного кролика, имели много примитивных черт. Внешне они напоминали длиннохвостых мунтжаковых или оленьковых. На каждой конечности дихобунидов было четыре или пять пальцев с небольшими копытами. Они имели полный набор зубов, в отличие от большинства более поздних парнокопытных, с их более специализированной зубной системой. Судя по строению зубов, они питались мелкими листьями. Жили в лесах. Форма их тела и конечностей предполагает, что они были проворными зверями, в отличие от большинства современников.

## Систематика
Классификация по McKenna и Bell:
- Paraphenacodus
- Dulcidon
- Chorlakkia
- Pakibune
- Подсемейство Dichobuninae
  - Триба Hyperdichobunini
    - Mouillacitherium
    - Hyperdichobune

  - Триба Dichobunini
    - Aumelasia
    - Meniscodon
    - Messelobunodon
    - Dichobune
    - Buxobune
    - Neufferia
    - Metriotherium
    - Synaphodus
- Подсемейство Diacodexeinae
  - Diacodexis
  - Bunophorus
  - Protodichobune
  - Lutzia
  - Tapochoerus
  - Neodiacodexis
- Подсемейство Homacodontinae
  - Триба Bunomerycini
    - Bunomeryx
    - Hylomeryx
    - Mesomeryx
    - Mytonomeryx
    - Pentacemylus

  - Триба Homacodontini
    - Hexacodus
    - Antiacodon
    - Eygalayodon
    - Homacodon
    - Auxontodon
    - Microsus
    - Texodon
- Подсемейство Leptochoerinae
  - Stibarus
  - Ibarus
  - Laredochoerus
  - Leptochoerus